# Фомкин, Иван Алексеевич
Ива́н Алексе́евич Фо́мкин (1876 — после 1917) — член III Государственной Думы от Тамбовской губернии, крестьянин.

## Биография
Православный, крестьянин села Большого Агишева Агишевской волости Шацкого уезда.
Окончил уездное училище. Владел 112 десятинами собственной и 4,5 надельной земли. Занимался сельским хозяйством, а также хлебной и лесной торговлей, был председателем совета Больше-Агишевского кредитного товарищества. До избрания в Думу четыре года служил волостным старшиной, состоял товарищем председателя Тамбовского отдела «Союза русского народа».
В 1907 году был избран членом III Государственной думы от съезда уполномоченных от волостей Тамбовской губернии. Входил во фракцию умеренно-правых, с 3-й сессии — в русскую национальную фракцию. Состоял членом комиссий: по местному самоуправлению, бюджетной, о мерах борбы с пьянством, по переселенческому делу, об изменении законодательства о крестьянах, по направлению законодательных предположений, по Наказу. Выступал за упразднение сельской общины:

Я принадлежу к сторонникам обсуждаемого законопроекта.., потому что законопроект 9-го ноября дает нам права, которых мы до сих пор не имели при общинном владении, нас угнетавшем, и вот мы, наконец, дошли до того, что хотим сбросить это иго, а сторонники свобод нам этой свободы дать не хотят; я им скажу, что они сторонники не свободы, а сторонники гнета и опеки.
Дальнейшая судьба неизвестна. Был женат.